# Elkin (North Carolina)
Elkin is een plaats (town) in de Amerikaanse staat North Carolina, en valt bestuurlijk gezien onder Surry County en Wilkes County.

## Demografie
Bij de volkstelling in 2000 werd het aantal inwoners vastgesteld op 4109.
In 2006 is het aantal inwoners door het United States Census Bureau geschat op 4316, een stijging van 207 (5.0%).

## Geografie
Volgens het United States Census Bureau beslaat de plaats een oppervlakte van
16,4 km², waarvan 16,2 km² land en 0,2 km² water.

## Plaatsen in de nabije omgeving
De onderstaande figuur toont nabijgelegen plaatsen in een straal van 16 km rond Elkin.